# Dulce Nunes
Dulce Nunes, eigentlich Dulce Pinto Bressane (anhörenⓘ; * 11. Juni 1929 in Rio de Janeiro, Brasilien; † 4. Juni 2020 ebendort), war eine brasilianische Sängerin und Schauspielerin.

## Werdegang
Dulce Nunes begann ihre Karriere als Schauspielerin in den 1950er Jahren und kam auf drei Spielfilme und bis zu ihrem Tod zwei Serienteilnahmen.
Sie gab die Filmerei auf und begann als Sängerin des Bossa Nova eine zweite Karriere. Ihr Debüt gab sie 1964 in dem Album Pobre menina rica (deutsch Armes reiches Mädchen) mit Kompositionen von Vinicius de Moraes. Sie nahm an dem Anthologie-Album Os afro-sambas de Baden e Vinicius 1966 mit einem Lied teil, das Album war von Baden Powell und Vinicius de Moraes produziert und beinhaltete auch deren Kompositionen. Es folgten dann noch zwei eigene Alben und sie beendete ihre Solokarriere Ende der 1960er Jahre. Von 1956 bis 1965 war sie mit dem Pianisten Bené Nunes verheiratet, von 1968 bis 1976 mit dem 18 Jahre jüngeren Musiker und Komponisten Egberto Gismonti.
Sie starb am 4. Juni 2020 im Alter von 90 Jahren an den Folgen der COVID-19-Erkrankung.

## Musikalben
- Dulce, 1965
- Samba de Escritor, 1968

## Filmographie
- A mulher de longe, 1949
- O noivo de minha mulher, 1950
- Estrela da manha, 1950